# شرکت دیسکاوری
شرکت دیسکاوری (به انگلیسی: Discovery, Inc.) شرکت رسانه‌های گروهی آمریکایی بود، که در زمینه تهیه، تولید و ارائه برنامه‌های تلویزیونی و رادیویی، مدیریت تلویزیون‌های کابلی و اینترنتی فعالیت می‌نمود.
شرکت دیسکاوری در سال ۱۹۷۲ توسط جان اس. هندریکس تأسیس شد و نخستین کانال تلویزیونی خود را در سال ۱۹۸۵ با نام شبکه تلویزیونی دیسکاوری راه‌اندازی کرد.
شرکت دیسکاوری مالک ۲۸ برند مختلف رسانه‌ای و بیش از ۱۰۰ کانال تلویزیونی بود، که در ۱۸۰ کشور جهان قابل دسترسی بوده و برنامه‌های تلویزیونی خود را به ۳۹ زبان زنده پخش می‌کرد، شمار بیننده‌های آن، بالغ بر ۱٫۵ میلیارد نفر برآورد می‌شد. دفتر مرکزی این شرکت در شهر نیویورک سیتی، ایالات متحده آمریکا قرار دارد و سهام آن در بازار بورس نزدک معامله می‌شد و جزئی از شاخص نزدک-۱۰۰ و اس اند پی ۵۰۰ به‌شمار می‌رفت. شرکت دیسکاوری مالک شبکه‌های تلویزیونی انیمال پلانت، شبکه تلویزیونی میلیتاری و شبکه تلویزیونی دیسکاوری می‌بود، همچنین این شرکت به‌عنوان اپراتور اصلی شبکه‌های تلویزیونی راندوم هاوس در ایالات متحده محسوب می‌شد.
این شرکت در آوریل ۲۰۲۲ با وارنر مدیا ادغام گردید و وارنر برادرز دیسکاوری را تشکیل داد.